# Xylophanes dolius
Xylophanes dolius är en fjärilsart som beskrevs av Rothschild och Jordan 1906. Xylophanes dolius ingår i släktet Xylophanes och familjen svärmare. Inga underarter finns listade i Catalogue of Life.

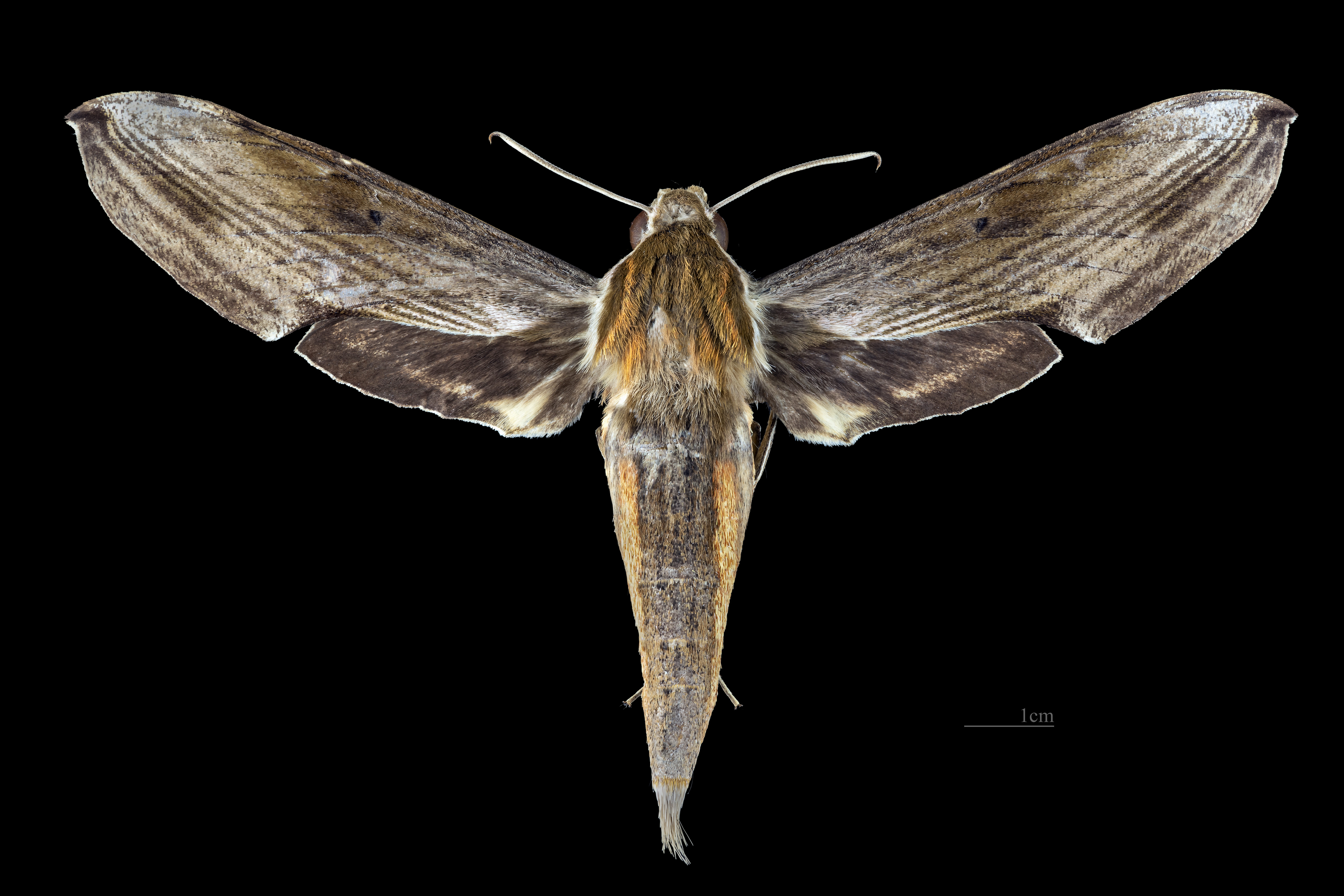
Xylophanes dolius  ♀
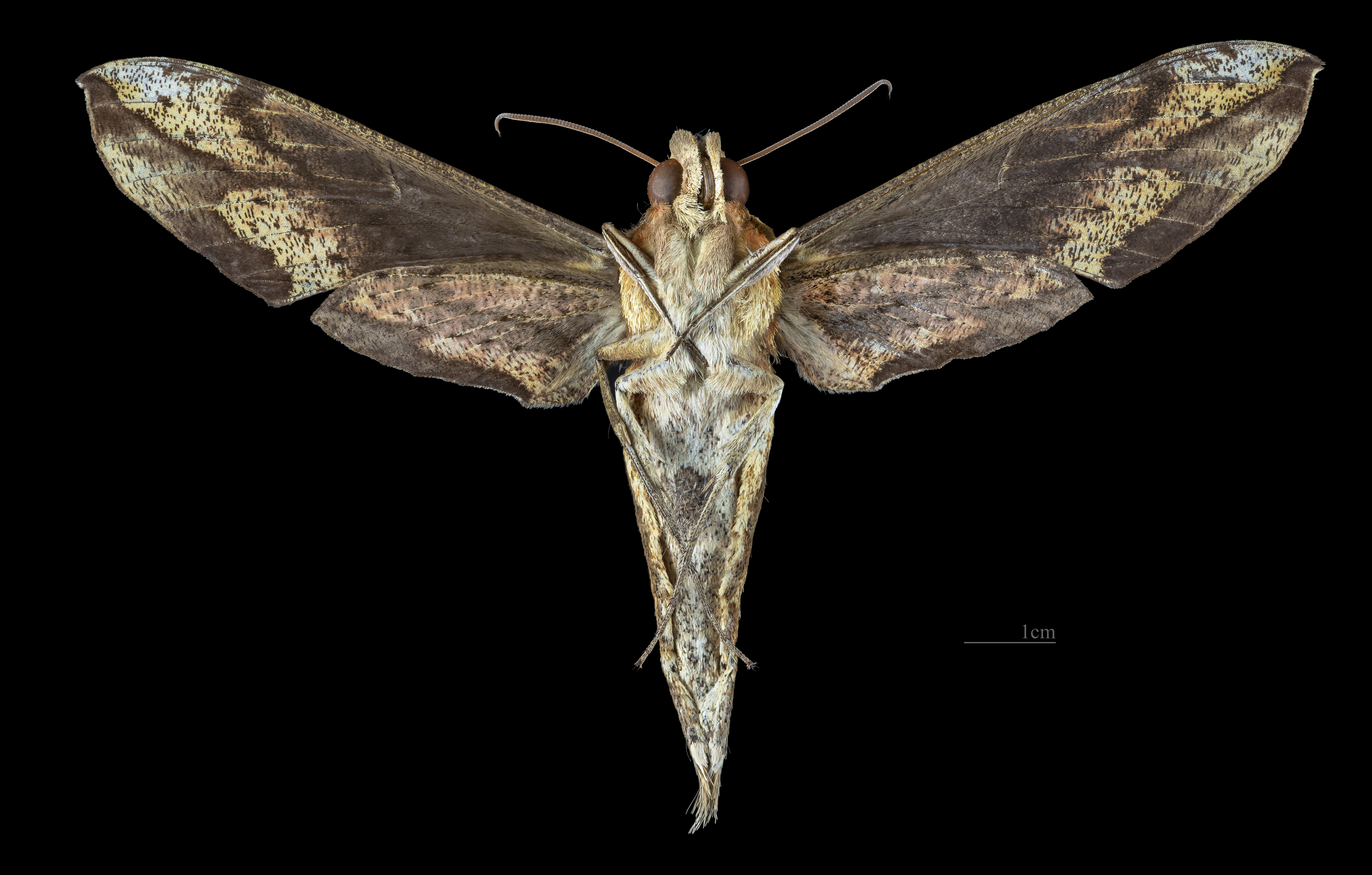
Xylophanes dolius ♀ △